# Giorgi Tsutskiridze

a Compétitions nationales et continentales officielles uniquement.

b Matchs officiels uniquement.
Dernière mise à jour le 20 avril 2025.
Giorgi Tsutskiridze (en géorgien : გიორგი ცუცქირიძე et phonétiquement en français : Guiorgui Tsouskiridzé), né le 26 novembre 1996 à Tbilissi (géorgien), est un joueur international géorgien de rugby à XV jouant au poste de troisième ligne aile au Black Lion depuis 2024.

## Biographie
Formé au Soyaux Angoulême XV depuis 2005[réf. nécessaire], Giorgi Tsutskiridze rejoint en 2013 le CA Brive en catégorie crabos.
Il est sélectionné en 2015 avec l'équipe de Géorgie des moins de 20 ans pour disputer le Trophée mondial junior. Deux ans plus tard, il connaît ses premières sélections internationales avec l'équipe première : il porte ainsi le maillot de l'équipe de Géorgie pour la première fois lors du match disputé contre les États-Unis, et connaît plusieurs autres sélections dans l'année,.
Il rejoint à la fin de l'intersaison 2017[réf. nécessaire] le Stade aurillacois, puis intègre le groupe professionnel à compter de la saison 2018-2019.

## Palmarès
- Vainqueur de la Rugby Europe Super Cup en 2024 avec le Black Lion.